# نفخ الروح
نفخ الروح (بالإنجليزية: Ensoulment)‏ في الدين هو لحظة دخول الروح في جسد الجنين، وترى بعض الأديان أن الروح تنشأ حديثًا داخل جسد الجنين النامي، فيما ترى أديان أخرى، خاصةً تلك التي تؤمن بالتناسخ، أن الروح تكون موجودة مسبقًا وتضاف إلى الجسد في مرحلة معينة من التطور، فيما ترى وجهات نظر دينية أخرى أن نفخ الروح يحدث في لحظة الحمل. أو عند النفس الأول للطفل بعد الولادة؛ أو عند اكتمال تكون الجهاز العصبي وحدوث أول نشاط عصبي في الدماغ، حيث يكون الجنين وقتها قادراً على البقاء على قيد الحياة خارج الرحم.
كان الاعتقاد السائد في عصر أرسطو أن الروح البشرية تدخل في الجسم في اليوم الأربعين (الجنين الذكر) أو اليوم التسعين (الجنين الأنثى) من عمر الجنين، واعتبر الارتكاض مؤشراً على وجود الروح.
يرتبط مفهوم نفخ الروح ارتباطًا وثيقًا بالمناقشات الدائرة حول جدل الإجهاض والدين وتحديد النسل.

## اليونانيون القديمة
الروح الأرسطية
اعتقد أبقراط (c.460 - c.370 قبل الميلاد)، من بين العلماء اليونانيين، أن الجنين هو نتاج السائل المنوي والعامل الأنثوي. إلا أن أرسطو (384 - 322 قبل الميلاد) رأى أن السائل المنوي فقط هو الذي يؤدي إلى تكون الجنين، أما الأنثى فهي فقط توفر مكانًا لتطور الجنين (الرحم)، واعتقد أرسطو أن الجنين في المراحل المبكرة من الحمل يكون لديه روح الخضروات (الروح النمائية)، ثم الروح الحيوانية، ثم لاحقا يصبح «متحركاً» بالروح الإنسانية من خلال «نفخ الروح»، والذي يحدث، بالنسبة لأرسطو، بعد أربعين 40 يومًا من الحمل في حالة الجنين الذكر، وتسعين يومًا من الحمل في حالة الجنين الأنثى، وبحدوث نفخ الروح تشعر الأم الارتكاض الجنين لأول مرة داخل الرحم ويُصبح الحمل مؤكدًا.
يسمى نفخ الروح بالتخلق المتوالي، وهي «النظرية القائلة بأن الخلايا تُجلب إلى الوجود (عن طريق التراكمات المتتالية)، وليس فقط مجرد التطور الحادث خلال عملية التكاثر». على النقيض من ذلك نظرية سبق التكوين، التي تؤكد على «الوجود البدائي المفترض لجميع أجزاء الكائن الحي في البويضة أو البذرة؛» فيما يرى علم الأجنة الحديث أن الكائن الحي يبدأ برمز جيني موروث، وأن الخلايا الجذعية الجنينية يمكن أن تتطور بالتخلق المتوالي إلى أنواع الخلايا المتنوعة، وبذلك فإن علم الأجنة يُعتبر وسط بين وجهتي النظر السابقتين.
حافظت الرواقية على الرأي القائل بأن الروح الحيوانية تدخل الجسد فقط عند الولادة، من خلال التلامس مع الهواء الخارجي، وتتحول إلى عقل منطقي فقط في سن الرابعة عشرة.
اعتبرت الإبيقورية أن أصل الروح (والتي اعتبرتها متكونة فقط من عدد صغير من الذرات، حتى في البالغين) متزامن مع الحمل، واعتبر فيثاغورس أيضاً أن نفخ الروح يحدث عند الحمل.

## اليهودية
ووفقاً لـسفر التكوين 2:7 «لم يصنع الله جسدًا ووضع روحًا فيه، ؛ بل شكل جسد الإنسان من الغبار، ثم نفخ فيه النفس الإلهي فأحيا جسد الغبار. أي أن الغبار لم يجسد الروح، لكنه أصبح روحا - أصبح مخلوق كامل.»

## الإسلام
لا يصرح الإسلام بأن نفخ الروح يحدث عند نقطة الحمل، وهناك مقطعان في القرآن الكريم يصفان مراحل النماء السابق للولادة:
﴿وَلَقَدْ خَلَقْنَا الْإِنْسَانَ مِنْ سُلَالَةٍ مِنْ طِينٍ ۝١٢ ثُمَّ جَعَلْنَاهُ نُطْفَةً فِي قَرَارٍ مَكِينٍ ۝١٣ ثُمَّ خَلَقْنَا النُّطْفَةَ عَلَقَةً فَخَلَقْنَا الْعَلَقَةَ مُضْغَةً فَخَلَقْنَا الْمُضْغَةَ عِظَامًا فَكَسَوْنَا الْعِظَامَ لَحْمًا ثُمَّ أَنْشَأْنَاهُ خَلْقًا آخَرَ فَتَبَارَكَ اللَّهُ أَحْسَنُ الْخَالِقِينَ ۝١٤﴾ [المؤمنون:12–14]
وقوله تعالى
﴿يَا أَيُّهَا النَّاسُ إِنْ كُنْتُمْ فِي رَيْبٍ مِنَ الْبَعْثِ فَإِنَّا خَلَقْنَاكُمْ مِنْ تُرَابٍ ثُمَّ مِنْ نُطْفَةٍ ثُمَّ مِنْ عَلَقَةٍ ثُمَّ مِنْ مُضْغَةٍ مُخَلَّقَةٍ وَغَيْرِ مُخَلَّقَةٍ لِنُبَيِّنَ لَكُمْ وَنُقِرُّ فِي الْأَرْحَامِ مَا نَشَاءُ إِلَى أَجَلٍ مُسَمًّى ثُمَّ نُخْرِجُكُمْ طِفْلًا ثُمَّ لِتَبْلُغُوا أَشُدَّكُمْ وَمِنْكُمْ مَنْ يُتَوَفَّى وَمِنْكُمْ مَنْ يُرَدُّ إِلَى أَرْذَلِ الْعُمُرِ لِكَيْلَا يَعْلَمَ مِنْ بَعْدِ عِلْمٍ شَيْئًا وَتَرَى الْأَرْضَ هَامِدَةً فَإِذَا أَنْزَلْنَا عَلَيْهَا الْمَاءَ اهْتَزَّتْ وَرَبَتْ وَأَنْبَتَتْ مِنْ كُلِّ زَوْجٍ بَهِيجٍ ۝٥﴾ [الحج:5]
تشير الدراسة التقليدية إلى أن نقطة نفخ الروح تقع في الفترة من 40 إلى 120 يومًا من الحمل استنادًا إلى الحديث التالي:
روي عن عبد الله بن مسعود في البخاري ومسلم: 
| نفخ الروح | أَنَّ أَحَدَكُمْ يُجْمَعُ خَلْقُهُ فِي بَطْنِ أُمِّهِ أَرْبَعِينَ يَوْمًا ، ثُمَّ يَكُونُ فِي ذَلِكَ عَلَقَةً مِثْلَ ذَلِكَ ، ثُمَّ يَكُونُ فِي ذَلِكَ مُضْغَةً مِثْلَ ذَلِكَ ، ثُمَّ يُرْسَلُ الْمَلَكُ ، فَيَنْفُخُ فِيهِ الرُّوحَ ، وَيُؤْمَرُ بِأَرْبَعِ كَلِمَاتٍ : بِكَتْبِ رِزْقِهِ ، وَأَجَلِهِ ، وَعَمَلِهِ ، وَشَقِيٌّ ، أَوْ سَعِيدٌ . فَوَالَّذِي لاَ إِلَهَ غَيْرُهُ ، إِنَّ أَحَدَكُمْ لَيَعْمَلُ بِعَمَلِ أَهْلِ الْجَنَّةِ ، حَتَّى مَايَكُونَُ بَيْنَهُ وَبَيْنَهَا إِلاَّ ذِرَاعٌ ، فَيَسْبِقُ عَلَيْهِ الْكِتَابُ ، فَيَعْمَلُ بِعَمَلِ أَهْلِ النَّارِ، فَيَدْخُلُهَا ، وَإِنَّ أَحَدَكُمْ لَيَعْمَلُ بِعَمَلِ أَهْلِ النَّارِ ، حَتَّى مَايَكُونَُ بَيْنَهُ وَبَيْنَهَا إِلاَّ ذِرَاعٌ ، فَيَسْبِقُ عَلَيْهِ الْكِتَابُ ، فَيَعْمَلُ بِعَمَلِ أَهْلِ الْجَنَّةِ ، فَيَدْخُلُهَا. وفي رواية : يُجْمَعُ خَلْقُ أَحَدِكُمْ فِي بَطْنِ أُمِّهِ ، أَرْبَعِينَ لَيْلَةً ، ثُمَّ يَكُونُ عَلَقَةً مِثْلَ ذَلِكَ ، ثُمَّ يَكُونُ مُضْغَةً مِثْلَ ذَلِكَ ، ثُمَّ يَبْعَثُ اللَّهُ ، عَزَّ وَجَلَّ ، إِلَيْهِ مَلَكًا مِنَ الْمَلاَئِكَةِ ، فَيَقُولُ : اكْتُبْ عَمَلَهُ ، وَأَجَلَهُ ، وَرِزْقَهُ ، وَاكْتُبْهُ شَقِيًّا ، أَوْ سَعِيدًا ، ثُمَّ قَالَ : وَالَّذِي نَفْسُ عَبْدِ اللهِ بِيَدِهِ ، إِنَّ الرَّجُلَ لَيَعْمَلُ بِعَمَلِ أَهْلِ الْجَنَّةِ ، حَتَّى مَا يَكُونَُ بَيْنَهُ وَبَيْنَ الْجَنَّةِ غَيْرُ ذِرَاعٍ ، ثُمَّ يُدْرِكُهُ الشَّقَاءُ ، فَيَعْمَلُ بِعَمَلِ أَهْلِ النَّارِ ، فَيَمُوتُ ، فَيَدْخُلُ النَّارَ . ثُمَّ قَالَ : وَالَّذِي نَفْسُ عَبْدِ اللهِ بِيَدِهِ ، إِنَّ الرَّجُلَ لَيَعْمَلُ بِعَمَلِ أَهْلِ النَّارِ ، حَتَّى مَا يَكُونَُ بَيْنَهُ وَبَيْنَ النَّارِ غَيْرُ ذِرَاعٍ ، ثُمَّ تُدْرِكُهُ السَّعَادَةُ ، فَيَعْمَلُ بِعَمَلِ أَهْلِ الْجَنَّةِ ، فَيَمُوتُ ، فَيَدْخُلُ الْجَنَّةَ.، حديث صحيح | نفخ الروح |

ويُحرم علماء الفقه الإسلامي السني الإجهاض بعد نفخ الروح إلا في حالات معينة، كأن يكون هناك خطر على حياة الأم أو غير ذلك.

## الهندوسية
يعتقد معظم الهندوس أن الشخصية تبدأ بالتناسخ الذي يحدث مع الحمل. وتسمح الهندوسية بإسقاط الأجنة لإنقاذ حياة الأم.